# Ignác Seichert
Ignác Seichert, uváděn též jako Ignát Seichert (24. března 1847 Klatovy – 26. února 1909 Brno), byl rakouský a český politik české národnosti, na přelomu 19. a 20. století poslanec Říšské rady; starosta Uherského Brodu

## Biografie
Profesí byl lékárníkem. Pocházel z rodiny klempířského mistra. Ač rodák ze západních Čech, působil zejména na východní Moravě. V Klatovech absolvoval obecnou školu a gymnázium. Po studiích byl praktikantem ve Šternberku, kde se zapojil do veřejného a politického života. Po závěrečných zkouškách pracoval coby asistent ve Štýrském Hradci a zde roku 1871 získal titul magistra farmacie.
V roce 1872 si zřídil lékárnu v Rožnově a byl lázeňským inspektorem. V roce 1885 převzal lékárnu v Luhačovicích a od roku 1888 vedl lékárnu v Uherském Brodu. Působil jako starosta Uherského Brodu, kam přišel v 80. letech 19. století. V té době probíhal česko-německý boj o vládu na městskou samosprávou. Seichert byl nejprve radním, od roku 1897 starostou. Funkci zastával do roku 1900. Podílel se na pořádání národopisné výstavy v roce 1894. Roku 1898 byl signatářem deklarace o zřízení muzea v Uherském Brodě. Věnoval na tento účel 100 zlatých. V roce 1896 slavnostně otevřel nově zřízenou reálnou školu. Inicioval také úpravu budovy školy na Horním náměstí a založení Hospodářské školy. Od roku 1899 do roku 1902 byl prvním předsedou Musejní společnosti pro jihovýchodní Moravu v Uherském Brodě.
Na konci 19. století se zapojil i do celostátní politiky. Ve volbách do Říšské rady roku 1891 byl zvolen do Říšské rady (celostátní zákonodárný sbor) v kurii venkovských obcí, obvod Valašské Meziříčí atd. Uspěl za tento obvod i ve volbách do Říšské rady roku 1897. K roku 1897 se profesně uvádí jako starosta. Původně patřil k Moravské národní straně (moravské křídlo staročeské strany). Již počátkem 90. let 19. století ale v souvislosti s úpadkem vlivu staročechů tuto formaci opustil a přešel k opozici, kterou byla Lidová strana na Moravě (moravské křídlo mladočeské strany).
V závěru života (od roku 1902) byl ředitelem pobočky moravské zemské pojišťovny v Plzni a Praze. Několik měsíců před smrtí se této funkce vzdal ze zdravotních důvodů. Zemřel v únoru 1909, raněn byv mrtvicí v hotelu Slavia v Brně. Pohřben byl v Uherském Brodě.